# ЭТН-142
ЭТН-142 (в процессе создания использовался также индекс ЭТ-142) — экскаватор-дреноукладчик, разработанный в середине 1950-х годов на киевском заводе «Красный экскаватор». Являлся усовершенствованной версией экскаватора-дреноукладчика ЭТ-141. Обе модели изготавливались на базе гусеничного трактора ДТ-54. Основной задачей экскаватора ЭТН-142 было создание траншей под укладку керамических дренажных труб для нужд мелиорации. Производство экскаватора было передано на Таллинский экскаваторный завод. Сокращение ЭТН означает Экскаватор Траншейный Навесной, в индексе 142 первые две цифры указывают глубину отрываемой траншеи в дециметрах (то есть 1,4 метра), последняя — номер модели.

## История
Начиная с 1953 года в СССР стали уделять повышенное внимание сельскому хозяйству, и возникла потребность в осушении пригодных для ведения сельского хозяйства земель. В связи с этим повысилась потребность в эффективной мелиоративной технике, и возрос спрос на экскаваторы-дреноукладчики. В начале 1950-х годов киевский завод «Красный экскаватор» начал выпуск дренажного экскаватора ЭТ-141, предназначавшегося для прокладки траншей с заданным уклоном под керамические дренажные трубы. Экскаватор производился на базе трактора ДТ-54. Вскоре ему на смену приходит усовершенствованная модель ЭТН-142 на базе того же трактора. ЭТН-142 создаётся в кооперации с инженерами недавно созданного Таллинского экскаваторного завода. В процессе проектирования машина имела индекс ЭТ-142. Потребовалось учесть особенности эстонских грунтов, изобилующих камнями и корнями сосен. Новая модель передаётся для производства на таллинское предприятие. Пробный экземпляр был изготовлен на киевском заводе и передан для испытаний в Таллин вместе с чертежами и документацией. Первые эксплуатационные испытания прошли в сентябре-октябре 1956 года в Вильяндиском и Харьюском районе, прокладывался дренаж из гончарных труб. После устранения выявленных недостатков началось серийное производство. Первые серийные машины (301 экземпляр) были выпущены в 1957 году под индексом ЭТН-142. В 1958 году в результате усовершенствования вся электрическая система машины была заменена на новую, основанную на тракторном генераторе переменного тока. В результате этой модернизации система стала существенно проще и надёжнее. Производство ЭТ-141 в Таллине продолжалось до 1960 года, всего в Таллине было выпущено 1287 машин. На смену этому экскаватору пришла модель ЭТН-171, целиком разработанная в Таллине.
Конструкция ЭТН-142 представлялась инженерам Таллинского экскаваторного завода крайне несовершенной, и это побудило их искать лучшее решение. Возник план создать машину, соответствующую местным условиям, которую можно было бы целиком производить на заводе (кроме мотора). В результате в 1960 году экскаватор ЭТН-142 был заменён моделью ЭТН-171, разработанной конструкторами таллинского предприятия совместно со специалистами Таллинского политехнического института. ЭТН-171 уже не основывался на какой-либо базовой машине, а имел оригинальное шасси. ЭТН-171 послужил основой для последующих моделей экскаваторов-дреноукладчиков, сконструированных в Таллине (семейства ЭТЦ-202 и ЭТЦ-2011).

## Особенности
При изготовлении дреноукладчика корпус базового трактора разрезался поперёк и удлиннялся на 1270 мм, в ходовую часть вставлялась дополнительная тележка, другие элементы (включая моторный отсек) также перемещались, кабина разворачивалась и переставлялась, на ходовую часть монтировались агрегаты экскаватора. Для снижения давления на грунт на машину устанавливались более широкие гусеничные ленты от трактора ДТ-55.

## Основные характеристики
Основной задачей экскаватора ЭТН-142 являлось создание траншей прямоугольного сечения (шириной 0,43 метров и глубиной до 1,9 метров) под укладку керамических дренажных труб для нужд мелиорации. Рабочий орган машины представлял собой бесконечную ковшовую цепь.
В таблице приведены основные технические характеристики машины.
| Модель                                          | ЭТН-142                               |
| ----------------------------------------------- | ------------------------------------- |
| Глубина траншеи, м                              | 1,4 (от 0,7 до 1,9)                   |
| Ширина траншеи, м                               | 0,43                                  |
| Уклон дна траншеи                               | 0,03—0,003                            |
| Марка двигателя                                 | Д-54                                  |
| Мощность двигателя, л. с. (кВт)                 | 54 (40)                               |
| Рабочая скорость, м/ч                           | 56—182                                |
| Транспортная скорость, км/ч                     | 4,04—8,88                             |
| Регулирование скорости (рабочей и транспортной) | механическое                          |
| Тип рабочего органа                             | ковшовая цепь                         |
| Число ковшей                                    | 13                                    |
| Ёмкость ковша, л                                | 16                                    |
| Скорость рабочей цепи, м/с                      | 0,6—0,9                               |
| Механизм подъёма рабочего органа                | механический                          |
| Способ удаления грунта                          | ленточный конвейер, вправо от траншеи |
| Транспортная длина, м                           | 11,010                                |
| Транспортная ширина, м                          | 2,660                                 |
| Транспортная высота, м                          | 3,200                                 |
| Масса, кг                                       | 11 430                                |
| Тип движителя                                   | гусеничный                            |
| Давление на грунт, кг/см² (кПа)                 | 0,33—0,42 (29,4—41,2)                 |

Число допускаемых коробкой передач транспортных скоростей составляло 5, число рабочих скоростей 10.
Уклон дна траншеи, отрываемой экскаватором ЭТН-142, должен был выдерживаться машинистом экскаватора вручную по указаниям установленной в кабине световой сигнализации, состоявшей из зелёной и красной ламп. При соблюдении заданного уклона лампы не горели. Загорание красной лампы являлось сигналом для опускания рабочего органа, зелёной — для поднятия. Точность выдерживания уклона при этом была невысокой. Впоследствии ленинградским филиалом ВНИИСтройдормаша совместно с трестом Ленводстрой была разработана и внедрена система автоматического поддержания уклона, не нуждавшаяся в ручном управлении. Модернизированная модель выпускалась под индексом ЭТН-142А. В автоматическом режиме управление наклоном рабочего органа осуществлялось специальным гидроцилиндром, опиравшимся на лыжу, скользившую по дну траншеи. Гидроцилиндр принимал на себя часть веса рабочего органа.

## Память об ЭТН-142
В Эстонском сельскохозяйственном музее находится экземпляр экскаватора-дреноукладчика ЭТН-142, изготовленный в 1960 году.